# Centre (Lausanne)
Centre (dt: Zentrum) ist ein Stadtteil der Schweizer Stadt Lausanne. Er befindet sich, wie der Name bereits erahnen lässt, im Zentrum der Stadt.
Der Stadtteil selbst ist wiederum in zehn Sektoren aufgeteilt. Es sind dies Rue Centrale, Chauderon, Le Flon, Montbenon, Gare/Petit-Chêne, Georgette, Avant-Poste, Marterey, Cité und Riponne/Tunnel. Auf einer Fläche von 1.243 km² wohnten im Jahr 2018 12'780 Einwohner.

## Lage
Der Stadtteil bildet den Kern der Stadt und ist auch aufgrund der Sehenswürdigkeiten und Shoppingmöglichkeiten einer der beliebtesten Orte der ganzen Stadt. Das Nachtleben von Lausanne spielt sich vor allem im Quartier "Le Flon" ab, welcher sich hier befindet. Centre grenzt an zehn der achtzehn Stadtteile an.

## Öffentliche Verkehrsmittel
Sämtliche Buslinien der Transports publics de la région Lausannoise durchqueren den Stadtteil. Weiter gehört der Bahnhof, der einer der Drehpunkte der Bahn in der Westschweiz ist, ebenfalls zum Gebiet. Die beiden Kurse der Métro Lausanne kreuzen sich im "Le Flon" und die Chemin de fer Lausanne-Echallens-Bercher hat ihren Ausgangspunkt ebenfalls im letztgenannten Quartier.

## Bauwerke und Sehenswürdigkeiten
In dem Stadtteil befinden sich viele Bauwerke und Sehenswürdigkeiten wie zum Beispiel die Kathedrale Notre-Dame, die reformierte Kirche Saint Laurent, der Bel-Air-Turm, die Chauderon-Brücke oder der Bahnhof.

## Galerie

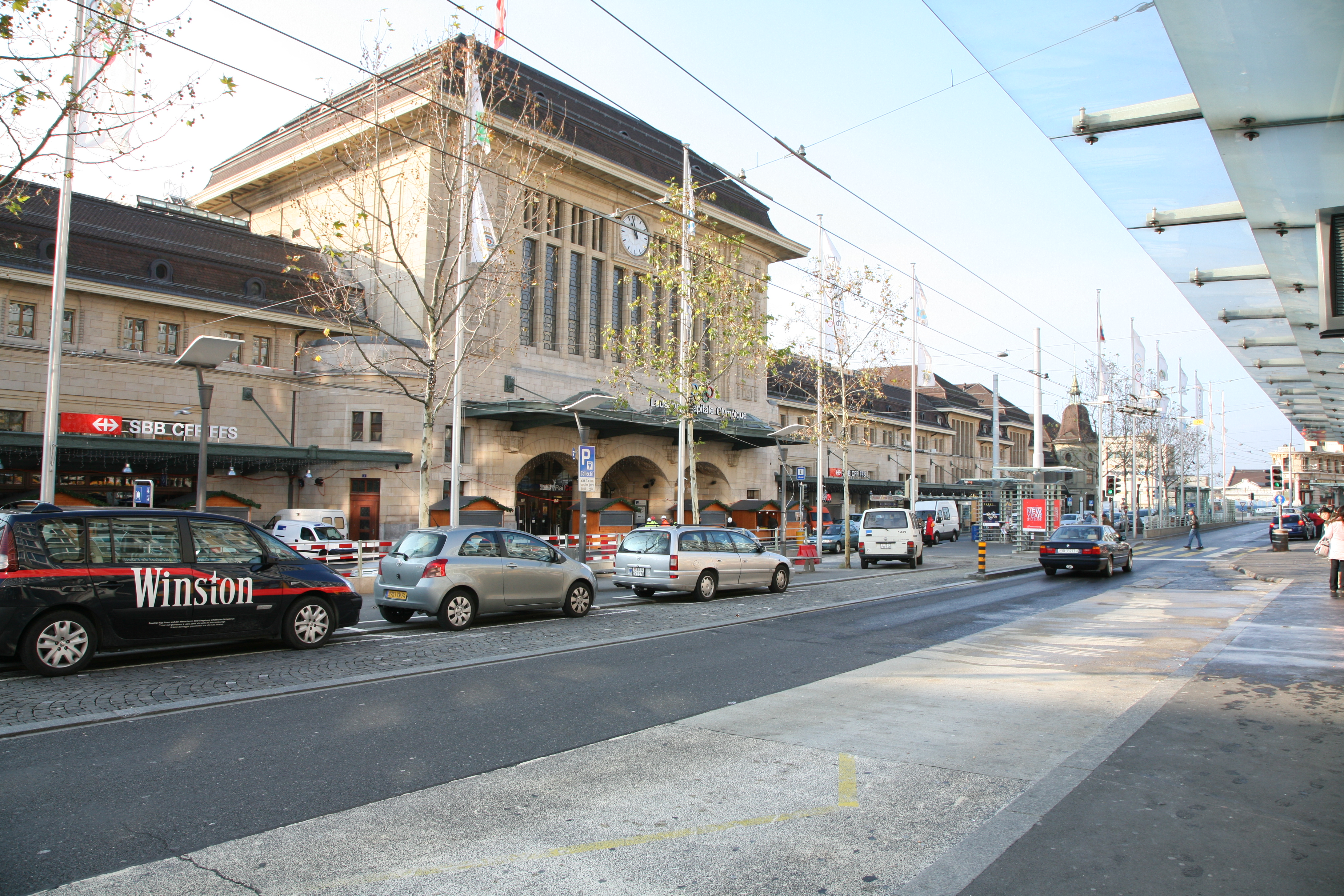
Bahnhof Lausanne
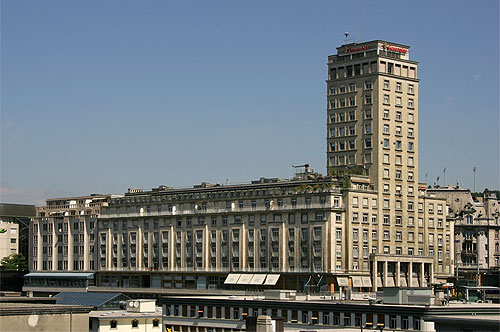
Der «Bel-Air-Turm»
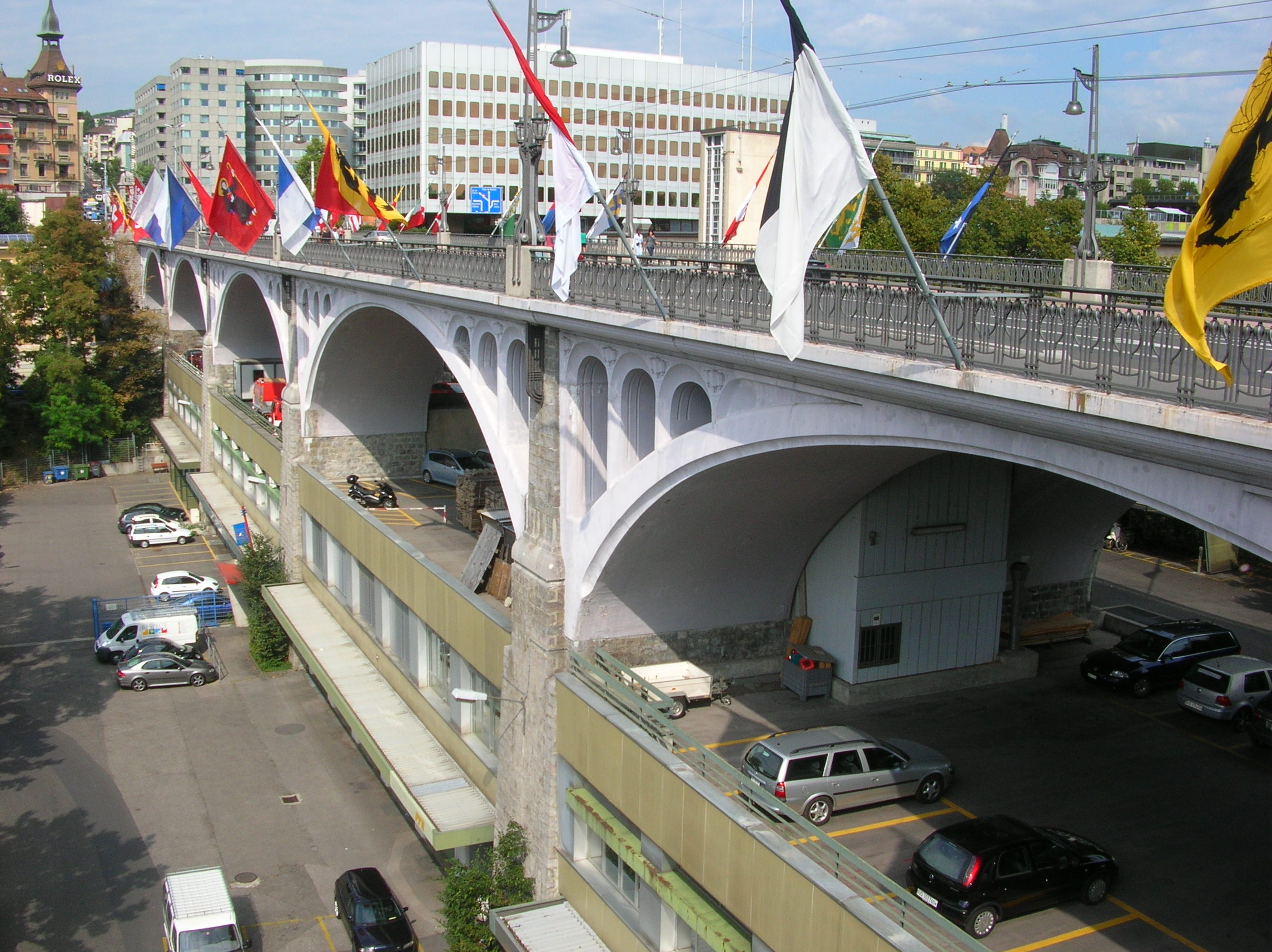
Die Chauderon-Brücke
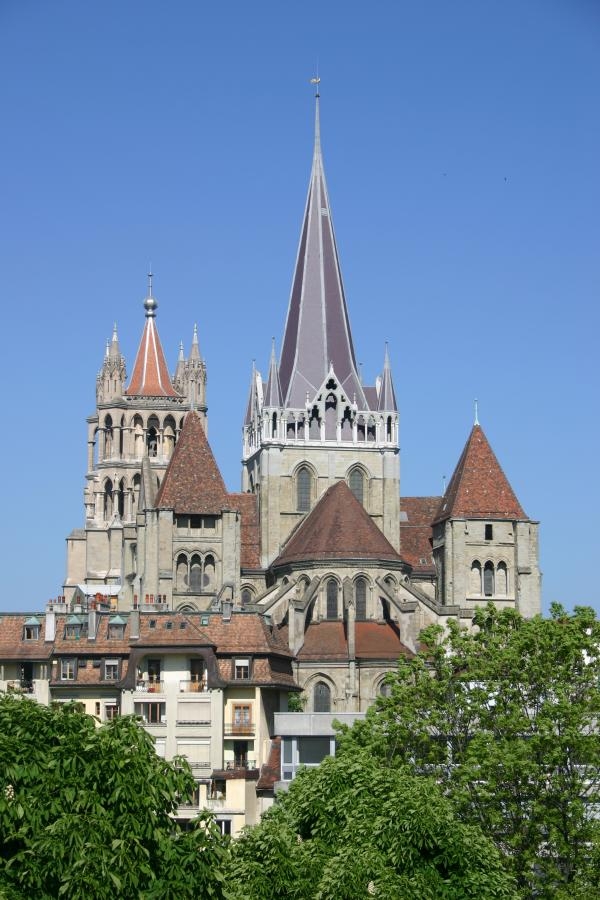
Kathedrale Notre-Dame